# Nir Elijahu
Nir Elijahu (hebrejsky נִיר אֵלִיָּהוּ, doslova „Elijahuova louka“, v oficiálním přepisu do angličtiny Nir Eliyyahu, přepisováno též Nir Eliyahu) je vesnice typu kibuc v Izraeli, v Centrálním distriktu, v Oblastní radě Drom ha-Šaron.

## Geografie
Leží v nadmořské výšce 59 metrů v hustě osídlené a zemědělsky intenzivně využívané pobřežní nížině, respektive Šaronské planině, nedaleko od kopcovitých oblastí podél Zelené linie oddělujících vlastní Izrael v mezinárodně uznávaných hranicích od okupovaného Západního břehu Jordánu.
Obec se nachází 13 kilometrů od břehu Středozemního moře, cca 21 kilometrů severovýchodně od centra Tel Avivu, cca 68 kilometrů jižně od centra Haify a 4 kilometry severovýchodně od města Kfar Saba. Nir Elijahu obývají Židé, přičemž osídlení v tomto regionu je etnicky smíšené. Západním a jižním směrem v pobřežní nížině je osídlení ryze židovské. Na sever od kibucu ovšem začíná část pásu měst a vesnic obývaných izraelskými Araby – takzvaný Trojúhelník. Nejblíže je to město Tira 3 kilometry odtud. Kibuc leží přímo na Zelené linii, za ní pak necelé 2 kilometry východním směrem leží velké palestinské arabské město Kalkílija.
Nir Elijahu je na dopravní síť napojen pomocí místní silnice číslo 5503. Východně od kibucu probíhá severojižním směrem dálnice číslo 6 (takzvaná Transizraelská dálnice).

## Dějiny
Nir Elijahu byl založen v roce 1950. Šlo zpočátku o polovojenskou osadu typu Nachal, která byla součástí pásu židovských vesnic zřizovaných v pohraničních nebo odlehlých oblastech státu.
Ke zřízení osady došlo 27. července 1950. Vznik této vesnice měl i strategické motivy, coby posílení pásu židovského osídlení podél Zelené linie, v bezprostřední blízkosti tehdy jordánského města Kalkílija. Pojmenována je podle Elijahu Golomba, jednoho ze zakladatelů Hagany. Zakladateli kibucu byla skupina Židů z Rumunska, Turecka a Polska napojených na mládežnickou sionistickou organizaci Alija mládeže (Alijat ha-no'ar). Tato zakladatelská skupina předtím procházela odborným výcvikem v již etablovaných kibucech Kfar Gil'adi, Ejn Charod, Gal'ed a Ašdot Ja'akov.
Během šestidenní války v roce 1967 byla vesnice ostřelována z jordánských pozic v okolí Kalkílije. Během druhé intifády v roce 2002 byly arabské části Západního břehu odděleny pomocí bezpečnostní bariéry. Ta v tomto úseku sleduje trasu původní Zelené linie a na izraelské straně k ní přiléhá linie dálnice číslo 6, kvůli bezpečnosti jejíchž cestujících byla v tomto úseku bariéra pojata jako robustní betonová zeď o výšce 8 metrů, doplněná dalšími bezpečnostními technologiemi.
Správní území kibucu dosahuje cca 3600 dunamů (3,6 kilometru čtverečního). Místní ekonomika je založena na zemědělství a průmyslu (firma na obaly).

## Demografie
Podle údajů z roku 2014 tvořili naprostou většinu obyvatel v Nir Elijahu Židé (včetně statistické kategorie "ostatní", která zahrnuje nearabské obyvatele židovského původu ale bez formální příslušnosti k židovskému náboženství).
Jde o menší sídlo vesnického typu s dlouhodobě stagnující populací. K 31. prosinci 2014 zde žilo 452 lidí. Během roku 2014 populace stoupla o 19,6 %.
| Rok            | 1961 | 1972 | 1983 | 1995 | 2001 | 2003 | 2004 | 2005 | 2006 | 2007 | 2008 | 2009 | 2010 | 2011 | 2012 | 2013 | 2014 |
| -------------- | ---- | ---- | ---- | ---- | ---- | ---- | ---- | ---- | ---- | ---- | ---- | ---- | ---- | ---- | ---- | ---- | ---- |
| Počet obyvatel | 114  | 216  | 323  | 379  | 369  | 353  | 341  | 344  | 355  | 368  | 363  | 345  | 341  | 347  | 361  | 378  | 452  |